# Campionati europei di ciclismo su strada 2018 - Gara in linea maschile Under-23
La gara in linea maschile Under-23 dei Campionati europei di ciclismo su strada 2018, ventiquattresima edizione della prova, si disputò il 15 luglio 2018 su un percorso di 140,4 km con partenza ed arrivo a Zlín, nella Repubblica Ceca. La medaglia d'oro fu appannaggio dello svizzero Marc Hirschi, il quale completò il percorso con il tempo di 3h58'14", alla media di 35,36 km/h; l'argento andò al francese Victor Lafay e il bronzo allo spagnolo Fernando Barceló.
Sul traguardo 56 ciclisti su 157 partenti, portarono a termine la competizione.

## Squadre e corridori partecipanti
| N.    | Cod. | Squadra     |
| ----- | ---- | ----------- |
| 1-6   | BEL  | Belgio      |
| 7-12  | FRA  | Francia     |
| 13-18 | ITA  | Italia      |
| 19-23 | IRL  | Irlanda     |
| 24-29 | DEU  | Germania    |
| 30-35 | SVN  | Slovenia    |
| 36-41 | SWI  | Svizzera    |
| 42-47 | PRT  | Portogallo  |
| 48-53 | POL  | Polonia     |
| 54-59 | RUS  | Russia      |
| 60-65 | LUX  | Lussemburgo |
| 66-71 | ESP  | Spagna      |
| 72-76 | TUR  | Turchia     |
| 77-82 | HUN  | Ungheria    |
| 83-88 | CZE  | Rep. Ceca   |
| 89-90 | SRB  | Serbia      |
| 91-93 | ROM  | Romania     |
| 94-96 | CYP  | Cipro       |

| N.      | Cod. | Squadra     |
| ------- | ---- | ----------- |
| 97      | FIN  | Finlandia   |
| 98-100  | EST  | Estonia     |
| 101-104 | SWE  | Svezia      |
| 105-110 | AUT  | Austria     |
| 111-113 | ISR  | Israele     |
| 114-117 | AZE  | Azerbaigian |
| 118-121 | BLR  | Bielorussia |
| 122-127 | UKR  | Ucraina     |
| 128-129 | ALB  | Albania     |
| 130-135 | SVK  | Slovacchia  |
| 136-138 | MCD  | Macedonia   |
| 139-143 | LTU  | Lituania    |
| 144-147 | LAT  | Lettonia    |
| 148-152 | CRO  | Croazia     |
| 153     | MDA  | Moldavia    |
| 154-156 | GRE  | Grecia      |
| 157     | KOS  | Kosovo      |
| 158-159 | SMR  | San Marino  |

## Ordine d'arrivo (Top 10)
| Pos. | Corridore        | Squadra     | Tempo    |
| ---- | ---------------- | ----------- | -------- |
| 1    | Marc Hirschi     | Svizzera    | 3h58'14" |
| 2    | Victor Lafay     | Francia     | s.t.     |
| 3    | Fernando Barceló | Spagna      | s.t.     |
| 4    | Cristian Scaroni | Italia      | a 8"     |
| 5    | Lucas Eriksson   | Svezia      | s.t.     |
| 6    | Adam Ťoupalík    | Rep. Ceca   | s.t.     |
| 7    | Georg Zimmermann | Germania    | s.t.     |
| 8    | Márton Dina      | Ungheria    | a 9"     |
| 9    | Attila Valter    | Ungheria    | a 14"    |
| 10   | Pit Leyder       | Lussemburgo | a 18"    |